# Syndrome de Brugada
Pour les articles homonymes, voir Brugada.
 Mise en garde médicale
Le syndrome de Brugada est une maladie génétique rare caractérisée par un sus-décalage du segment ST (en) au niveau des dérivations précordiales droites V1, V2 et V3, et un aspect de bloc de branche droit à l'électrocardiogramme associés à un risque élevé d'arythmie ventriculaire pouvant entraîner syncope et mort subite, sur un cœur structurellement sain. La transmission se fait sur un mode autosomique dominant et la pénétrance est variable. Des mutations génétiques entraînent des anomalies au niveau des canaux ioniques. L'âge moyen du premier épisode clinique est de 40 ans, avec une forte prédominance masculine. La prévalence estimée est d'environ entre 1 et 30/10000 . Le pronostic est grave chez les patients présentant des symptômes et la mort subite peut être prévenue par la pose d'un défibrillateur automatique implantable.

## Historique
Ce syndrome a été décrit pour la première fois en 1992 par les frères Pedro et Josep Brugada.

## Étiologie
Le syndrome de Brugada est une canalopathie sodique. 
L'une des causes est une mutation du gène SCN5A situé sur le chromosome 3. Près de 300 mutations différentes ont été identifiées sur ce gène mais ces mutations ne sont retrouvées que dans un cas de Brugada sur cinq. 
Il s'agit d'une maladie de transmission autosomique dominante avec une pénétrance faible (peu de porteurs de la mutation présentent les signes de la maladie).
Les gènes SCN10A, HEY2, GPDL1 (le gène de l'enzyme glycerol-3 phosphate dehydrogenase-1 like) ou CACNA1C peuvent être en cause. Pour les autres patients atteints sans avoir de mutation du SCN5A, la maladie est bien là, mais aucun gène responsable n'est identifié dans trois quarts des cas. L'hypothèse d'une origine multifactorielle est évoquée. Le typage génétique ne semble pas avoir jusque-là un intérêt pronostique. Cela semble moins vrai avec les avancées de la recherche.
Au niveau électrophysiologique, il semble exister une hétérogénéité des délais de conduction dans le ventricule droit qui pourrait être le substrat au déclenchement et la pérennisation des troubles rythmiques. Elle serait associée à une conduction ralentie au niveau de la chambre de chasse du ventricule droit et à des bas voltages, avec fibrose et un déficit en jonctions communicantes à cet endroit. Un mécanisme inflammatoire à ce niveau est souvent associé.

## Épidémiologie
La prévalence estimée est d'environ entre 1 et 30/10000 . Elle est plus fréquente dans  les populations asiatiques où le syndrome de mort brutale au cours du sommeil est fréquent ; il s'agit de la seconde cause de mort subite de l'homme jeune en Asie, après les accidents de la route[réf. nécessaire]. 
L'âge moyen du diagnostic ou de la mort subite est de 40 ans plus ou moins 22 ans, avec des extrêmes allant entre deux jours de vie jusqu'à plus de 80 ans.
Il semble plus fréquent chez les hommes, ces derniers ayant des formes plus graves.

## Description
Le diagnostic de syndrome de Brugada repose sur l'association d'anomalies à l'ECG (sus-décalage du segment ST), et d'événements de type syncope ou mort subite.
Dans un nombre de cas croissant, les cardiologues sont amenés à se prononcer sur la réalité de ce diagnostic chez des patients asymptomatiques présentant uniquement un aspect anormal à l'ECG (sus-décalage du segment ST).
En pratique, il faut distinguer le syndrome de Brugada diagnostiqué d'un simple aspect de Brugada sur l'électrocardiogramme, souvent découvert fortuitement, et dont les risques sont très variables (mais en moyenne inférieurs).

## Diagnostic
Les éléments intervenant dans le diagnostic sont :
- antécédents familiaux de syndrome de Brugada, de mort subite ;
- antécédents personnels de mort subite ressuscitée ;
- à l'électrocardiogramme : aspect de bloc de branche droit associé à un sus-décalage du segment ST et des anomalies de l'onde T dans les dérivations précordiales droites (V1 à V3). On décrit trois types d'anomalies ECG :
  - le type 1 : sus-décalage du segment ST en forme de dôme,
  - le type 2 : sus-décalage du segment ST en forme de selle de cheval,
  - le type 3 : même figure sur l'électrocardiogramme que le type 2 mais en aplati,
- positivité du test à l'ajmaline ou à la Flécaïne[16] ;
- identification de la mutation du gène codant SCN5A.

La distinction en trois types suivant l'électrocardiogramme est parfois délicate, car ce dernier peut varier d'un jour à l'autre chez le même individu, passant d'un type à l'autre. Le sus-décalage peut augmenter à la phase de récupération lors d'une épreuve d'effort dans un tiers des cas, et serait alors péjoratif en termes de pronostic. De plus, le type 1 est retrouvé plus fréquemment si les électrodes sont placées sur la poitrine un espace intercostal plus haut que d'habitude. D'autres anomalies électriques peuvent être associées : ainsi, une repolarisation précoce (sus décalage concave vers le haut du segment ST) dans les territoires inférieurs se voit dans un cas sur 10 et serait un critère péjoratif.

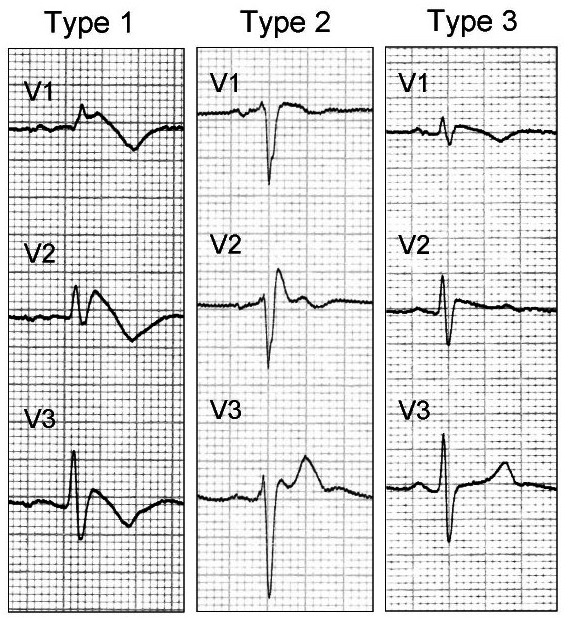
ECG d'un syndrome de Brugada.

## Prise en charge
Des recommandations sur la prise en charge du Brugada ont été publiées en 2005. D'autres, américaines et européennes, concernant les troubles du rythme d'origine génétique, ont été publiées en 2013.
Dans tous les cas, il faut éviter ou traiter toute circonstance déclenchante connue d'un Brugada de type I. Il convient, en particulier, de traiter rapidement toute fièvre.
La prise en charge dépend du type d'anomalie ECG, du résultat du test pharmacologique, des antécédents familiaux de mort subite, des symptômes et troubles du rythme présentés par le patient. Dans le cas d'un syndrome de Brugada complet et typique avec antécédent personnel d’arrêt cardiaque récupéré et d’absence de doute diagnostique, l'indication de la pose d'un défibrillateur automatique implantable (DAI) est communément admise. Cette indication est plus discutée dans les autres cas (notamment anomalie isolée de l'électrocardiogramme), le risque de mort subite étant notablement plus faible. Il n'est cependant pas nul et le problème repose essentiellement sur la stratification de ce risque.
Il existe au début des années 2000 un débat scientifique qui n'est toujours pas tranché sur la conduite à tenir en cas d'aspect électrocardiographique spontané de type 1 chez un patient asymptomatique. Une exploration électrophysiologique était précédemment recommandée avec protocole de stimulation ventriculaire droite programmée afin de rechercher un trouble du rythme ventriculaire déclenché, les premières données semblant montrer qu'il s'agissait d'un critère péjoratif mais cela n'a pas toujours été confirmé par des données plus récentes et son intérêt reste discuté. De même, un antécédent familial de mort subite ne semble pas augmenter ce risque chez la personne asymptomatique. La « sanction » thérapeutique varie, en fonction de la balance entre bénéfices et risques, d'une absence de recommandation particulière (sujet dont on estime que le risque personnel est celui de la population générale saine), jusqu'à la mise en place d'un défibrillateur automatique implantable qui assurera un choc électrique (défibrillation) en cas de survenue de troubles du rythme ventriculaire.
Il n'existe pas de traitement médicamenteux prévenant les troubles du rythme ventriculaire dans le syndrome de Brugada. La quinidine est employée par certains, pour l'instant de manière empirique.
L'ablation par radiofréquence, par voie épicardique d'une zone située au niveau de la chambre de chasse du ventricule droit, permet la disparition de l'anomalie de l'ECG mais son utilité quant à la prévention de la mort subite reste à établir.

## Conseil génétique
Les données actuelles sur le mécanisme de cette maladie étant en faveur d'un grand nombre de cas de mutations sur les récepteurs de canaux notamment sodiques au sein des cellules myocardiques, il est parfois possible de tenter la recherche de mutations familiales lorsqu'existent des arguments pour de multiples cas familiaux. Cette recherche est cependant discutable : en pratique, la présence d'une mutation ne semblant pas être corrélée avec une augmentation du risque de survenue d’évènements graves.

### Association de patients
- Association du Syndrome de Brugada
- Association des Maladies Héréditaires du Rythme Cardiaque